# آقا محمد السلطانی
محمّدرضا بن محمدمهدی سبزواری معروف به آقا محمد السلطانی یکی از اعیان تفسیری قران در اوایل قرن دوازدهم هجری می‌باشد

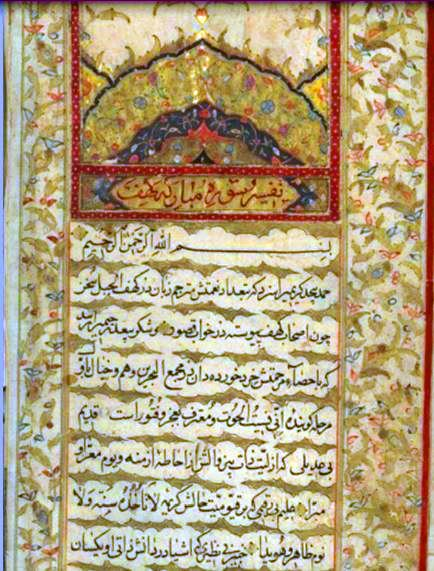
ترجمة السلطانی تألیف آقا محمد السطانی در سال ۱۰۸۲ ه‍.ش (۱۱۱۵ ه‍.ق)

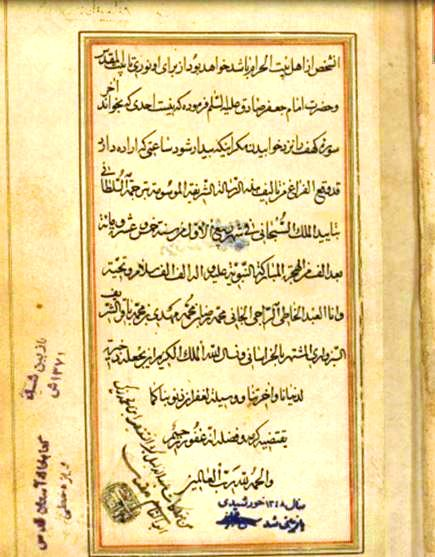
ترجمة السلطانی یا تفسیر آقا محمّد السطانی تألیف محمّد رضا بن محمد مهدی بن محمّد باقر شریف سبزواری معروف به آقا محمد السطانی در سال ۱۰۸۲ ه‍.ش (۱۱۱۵ ه‍.ق)

## آثار
آقا محمد السلطانی به فرمان سلطان حسین صفوی کتاب ترجمة السلطانی، تفسیر السلطانی یا تفسیر آقا محمّد السلطانی که ترجمه و تفسیر سوره کهف است را در سال ۱۰۸۲ (۱۱۱۵ ه‍.ق) به رشته تحریر درآورد.

## زندگی‌نامه
آقا محمد السلطانی از نوادگان محقق سبزواری می‌باشد و نسب او چنین است: محمّد رضا بن محمد مهدی بن محمّد باقر شریف سبزواری.
فرزندش محمد مهدی است.
در منابع مختلف از ایشان نام برده‌اند شامل: آقا محمد السلطانی / محمدرضابن محمدمهدی سبزواری معروف به آقا محمد السلطانی/ آقا محمد رضا بن مهدی بن محمد باقر شریف سبزواری/ سبزواری، محمدرضابن محمدمهدی و محمدرضابن محمدمهدی سبزواری می‌باشند. از تاریخ فوت و محل دفن او اطلاعی در دست نمی‌باشد.